# Семюел Екпе Акпабот
Се́мюел Е́кпе Акпабо́т (Samuel Ekpe Akpabot; 1932—2000) — нігерійський композитор, диригент та музикознавець; за національністю ібібіо.
Закінчив Мічиганський університет (США). Вів дослідницьку роботу в Триніті-коледжі та Королівському коледжі музики (Лондон). В 1959-62 роках — старший музичний редактор Нігерійської радіокорпорації. Від 1963 року — викладач низки університетів Нігерії, в 1970-73 роках — ад'ютант-професор Університету Іфе, керівник церковної капели університету. В 1975 році — професор коледжу в місті Ойо. В 1973-75 роках працював у Центрі африканських досліджень Мічиганського університету. Автор першої в Нігерії монографії про нігерійську музику (Ibibio Music in Nigerian Culture. Michigan State University Press, 1975).